# کینک (فیلم)
Kink یک مستند آمریکایی تولید سال ۲۰۱۳ می‌باشد که توسط جیمز فرانکو دربارهٔ وب سایت بی‌دی‌اس‌ام محور Kink.com تهیه شده‌است.